# 伊賀市立城東中学校
伊賀市立城東中学校（いがしりつ じょうとうちゅうがっこう）は、三重県伊賀市にある公立中学校。
校名は上野城及び上野市街地の東部を校区とすることに因む。

## 沿革
- 2009年（平成21年）4月1日 - 上野地区4中学校の校区再編・統合により、伊賀市立府中中学校、伊賀市立桃青中学校（一部）の区域を校区として開校。

## 通学区域
以下4校の小学校区。
- 伊賀市立上野西小学校の一部
- 伊賀市立府中小学校
- 伊賀市立中瀬小学校
- 伊賀市立三訪小学校

## 卒業生
- 町野修斗

## 周辺
- 名阪国道伊賀一之宮インターチェンジ
- 敢國神社

## アクセス
- JR・伊賀鉄道 伊賀上野駅から南東へ約3km
- 三重交通 印代バス停下車